# Jezioro Gęgnowskie
Jezioro Gęgnowskie (także: Jezioro Gągnowo, Gągnowo Duże, Jezioro Gęgnowskie Wielkie; niem. Gr. Gangenow See) – jezioro w Polsce, położone w województwie zachodniopomorskim, w powiecie drawskim, w gminie Drawsko Pomorskie, na Pojezierzu Drawskim.

## Charakterystyka
Jezioro rynnowe, rozciągnięte w osi północ-południe na długości ok. 1,6 km, o nieregularnym kształcie. Maksymalna szerokość ok. 500 m. Na jeziorze dwie wyspy, południowa (również rozciągnięta w linii północ-południe) długości ok. 450 m (przy nieco wyższych stanach wody dzieli się na dwie części) i mniejsza północna, średnicy ok. 60 m. Linia brzegowa rozbudowana o długości 7,59 km, w tym długość linii brzegowej jeziora 6,16 km, długość linii brzegowej wysp 1,43 km. Powierzchnia jeziora wynosi 68,5 ha, z tego powierzchnia lustra wody 64,41 ha, powierzchnia wysp 4,09 ha.
Brzegi jeziora o zróżnicowanej wysokości, z wyjątkiem zachodnich lesiste. Jezioro silnie porośnięte roślinnością wodną, w dużym stopniu poddane procesowi eutrofizacji.
Przez akwen przepływa Stara Rega, łącząca jezioro Gęgnowskie na północy z Małym Jeziorem Gęgnowskim, zaś na południu z jeziorem Będargowo. Około 400 m na południe od jeziora leży wieś Nętno.